# بیا همسر وارد را بکشیم
«بیا همسر وارد را بکشیم» (انگلیسی: Let's Kill Ward's Wife) یک فیلم کمدی به کارگردانی اسکات فولی است که در سال ۲۰۱۴ منتشر شد. از بازیگران این فیلم می توان به داگمارا دومینچیک، ماریکا دومینچیک، گرگ گرانبرگ و نیکولت شریدان اشاره کرد.